# Koronia (Livadia)
Koronia (griechisch Κορώνεια (f. sg.)) ist der Name eines Bergortes und einer Ortsgemeinschaft in Böotien. Er liegt in dem gleichnamigen Gemeindebezirk Koronia.

## Geschichte
Der Ort hieß zunächst Kutumulas (Κουτουμουλάς) oder Kondomulas (Κοντομουλάς) und wurde 1915 nach der antiken Stadt Koroneia in Koronia umbenannt. Wann Koroneia endgültig verlassen und Kutumulas gegründet wurde, ist unbekannt. 1756 wurde Kutumalas erstmals als Sitz der gleichnamigen Gemeinde erwähnt. Von 1835 bis 1840 hieß die Gemeinde Koronia. Danach war es Sitz der Gemeinde Petra bis 1912. Ab 1912 gab es eine eigenständige Gemeinde Kutumalas, die 1915 zusammen mit dem Ort in Koronia umbenannt wurde. 1997 wurde die Gemeinde innerhalb des Programms Ioannis Kapodistrias zu einem Gemeindebezirk (Δημοτικό Διαμέρισμα Κορώνειας). Im Zuge des Kallikratis-Programms wurde Koronia 2011 schließlich zur Ortsgemeinschaft herabgestuft.

## Gliederung
- Ortsgemeinschaft Koronia – Τοπική Κοινότητα Κορωνείας – 386 Einwohner
  - Koronia – η Κορώνεια – 222
  - Agia Paraskevi – η Αγία Παρασκευή – 164

## Geografie
Koronia liegt etwa 11 km südöstlich von Livadia und 31 km westlich von Thiva. 3,5 km nördlich befindet sich das zu der Ortsgemeinschaft gehörige Agia Paraskevi, das an der Nationalstraße Ethniki Odos 3 liegt.

## Sehenswürdigkeiten
Im Ortskern steht die moderne Kirche Agios Nikolaos und unterhalb dieser befindet sich ein alter Brunnen. Am südlichen Ortsrand steht die Kirche Agii Taxiarches, von der man sagt vor ihrer Tür würde ein Erzengel erscheinen und so Kinder erschrecken, die fremde Früchte pflückten. Östlich des Ortes liegt der Berg Paleothiva, auf dem sich die Reste einer antiken Burg befinden. Etwa 1 km nordöstlich liegen die Ruinen des byzantinischen Klosters Kleines Kloster Agia Paraskevi und 2,6 km nordöstlich das Große Kloster Agia Paraskevi. Etwa 5 km nordöstlich liegt auf dem Berg Tilphossion der Pass von Petra auf dem am 12. September 1829 die Schlacht von Petra stattfand.
Die Akropolis von Koroneia erhob sich auf einem Hügel 4,6 km nördlich des Ortes. Etwa 5 km westlich bei dem Ort Agia Triada liegt die Höhle der Libethrischen Nymphen.